# Krijn Breur
Krijn Martinus Breur, né le 25 mai 1917 à Dordrecht, mort le 5 février 1943 à Utrecht, est un résistant néerlandais de la Seconde Guerre mondiale, condamné à mort le 31 décembre 1942 et exécuté par la Gestapo dans la prison d'Utrecht.   

## Biographie
La ville d'Amsterdam l'a honoré avec le Krijn Breur monument et une rue Krijn Breurstraat y porte son nom. 
Il est enterré au Cimetière d'honneur de Bloemendaal.